# Luis Carrión
Luis Miguel Carrión Delgado (Barcelona, 7 de febrero de 1979), es un exfutbolista y entrenador de fútbol español masculino y femenino. Actualmente está sin equipo tras abandonar la disciplina de la U. D. Las Palmas.

## Trayectoria

### Como jugador
Filiales del F. C. Barcelona
Carrión comenzó en el Barcelona "C". Jugó en Tercera División dos temporadas y quedó en el segundo lugar de su grupo la primera temporada y en primero en la segunda temporada. Tras el descenso del Barcelona "B" a la Segunda B, pasó al primer filial del equipo culé. Jugó tres temporadas en el equipo B del Barcelona, las tres en la categoría de bronce de España.
Cesión al Gavá
Tras sus cinco temporadas en los dos filiales del Barcelona, fue cedido por una temporada al equipo catalán Gavá, pero, a pesar de sus buenas acciones, no pudo evitar el descenso del equipo a la Tercera División. 
Gimnàstic de Tarragona
Al acabar su cesión en el Gavá, firmó por dos temporadas con el Gimnàstic de Tarragona, de la Segunda División B. Fue lateral derecho suplente durante su primera temporada, en la que consiguió el ascenso a la Segunda División. Ya en la Segunda perdió la titularidad, por lo que decidió no renovar con el equipo catalán al final de la temporada.
Córdoba C. F.
En julio de 2006 decidió firmar por dos temporadas con el Córdoba, donde fue el lateral derecho titular. Su temporada con los califas resultó muy exitosa, ya que marcó dos goles y al final de la temporada logró otro ascenso a la Segunda División. 
Últimos cuatro años
Nada más conseguir el ascenso con los blanquiverdes, rescindió su contrato a pesar de que le quedaba una temporada más. En verano de 2007 fichó por el Terrassa, aunque al final de su primera temporada decidió no seguir en la segunda. A finales del verano de 2008, firmó un contrato de tan sólo una temporada con la U. D. Melilla, donde fue lateral suplente, aunque obtuvo al final un poco de titularidad. Tras acabar con el Melilla, se incorporó al recién descendido Alavés con el objetivo de ascender a la Segunda División, categoría de la que había descendido. Al no conseguir tal objetivo el club lo traspasó al Peñarroya. Al acabar su contrato con este último decidió retirarse.

### Como entrenador
El mismo año de su retiro como jugador en el Peñarroya, obtuvo el título de entrenador en Barcelona.

#### Espanyol femenino
Tras obtener el título fue entrenador del Espanyol femenino con un contrato de dos temporadas. En su primera temporada quedó 3.º en la Liga, ganó la Copa de la Reina y consiguió ser finalista en la Copa Cataluña. En la segunda temporada obtuvo el 5.º lugar y cayó en los cuartos de final de la Copa. A pesar de que ganó la Copa Cataluña, se decidió que no continuara en el banquillo.

#### Córdoba C. F.
Primer equipo
En el verano de 2013, volvió al Córdoba, equipo con el que logró como jugador un ascenso a la Segunda División, esta vez para ser el segundo entrenador de Pablo Villanueva. Tras la destitución de este último después de una nueva derrota en la jornada 25 frente al Eibar por 0-2, Carrión pasó a ser el primer entrenador, aunque sólo lo dirigió durante un partido, que perdió frente al Numancia por 3-0. 
Tras la llegada de Chapi Ferrer al club, volvió a trabajar como segundo entrenador y llevó al equipo a la Primera División después de 42 años. En Primera pasó a ser el segundo de Ferrer las 8 primeras jornadas, en las cuales no se consiguió ninguna victoria, lo que provocó la destitución del técnico catalán. Con el nombramiento de Miroslav Đukić como técnico, pasó a ser su segundo también. Con el técnico serbio se consiguieron 3 victorias por 0-1 frente al Athletic Club y el Rayo Vallecano y un 2-0 frente al Granada. Pero una mala racha de 8 derrotas consecutivas provocaron la destitución del serbio en la jornada 27, una vuelta después del cese de Chapi.
Córdoba C. F. "B"
Tras la destitución de Djukic como entrenador del primer equipo, el entrenador del filial, José Antonio Romero, pasó a ser el entrenador del primer equipo, lo que provocó que Carrión se hiciera cargo del Córdoba "B", que entonces era el colista de su grupo en la Segunda División B y no pudo evitar el descenso a la Tercera División. Hizo una buena temporada en la Tercera División, con el filial como líder de su grupo, y consiguió el segundo ascenso a Segunda B en la historia del filial, tras superar al Lorca en la eliminatoria (1-2 en la ida y 0-3 en la vuelta).
Vuelta al primer equipo
Al conseguir buenos resultados en el filial, fue nombrado nuevo entrenador del primer equipo tras la destitución de José Luis Oltra como técnico a finales de 2016. Empezó con dos victorias importantes por 2-0 ante el Málaga C. F. en los dieciseisavos de la Copa del Rey y 1-2 ante el Reus en la Liga, rompiendo la mala racha del equipo. Tras ganar la vuelta de dieciseisavos 3-4 y llevar un nivel en liga algo irregular, sin poder ganar en casa, fue eliminado en octavos frente al Alcorcón con un 0-0 y un 1-2. Tras esto, el equipo encadenó una mala racha de resultados sin ganar, hasta que la rompió tras imponerse al propio Alcorcón por 1-0. Terminó dejando al equipo franjiverde 10.º en la clasificación y confirmando su continuidad para la siguiente temporada.
Tras la jornada 10 de la temporada 2017-18, donde encajó una dolorosa derrota en casa por 1-5 ante el Gimnàstic de Tarragona, fue destituido, dejando al equipo con tan sólo 9 puntos, con 22 goles encajados y en puestos de descenso. Carrión cerraba de esta manera una etapa de cuatro años en el Córdoba en los cuales había sido segundo entrenador del primer equipo, entrenador del filial y entrenador del primer equipo.

#### U. D. Melilla
En la temporada 2018-19 entrenó a la Unión Deportiva Melilla, con la que quedó en tercera posición del Grupo IV y disputó la promoción de ascenso a Segunda División. Fue eliminado en semifinales por el Atlético Baleares.

#### C. D. Numancia
El 21 de junio de 2019, fue confirmado como nuevo entrenador del Numancia en la Segunda División. El 31 de mayo de 2020 renovó su contrato con el club por un año más. Sin embargo, al descender a la Segunda División B, no cumplió su último año de contrato.

#### F. C. Cartagena
El 13 de enero de 2021 se hizo cargo del Cartagena tras el retorno de Pepe Aguilar al banquillo del filial. Consiguió sellar la permanencia en Segunda División, por lo que renovó su contrato con el club por un año más. El 1 de junio de 2023, tras dejar al Cartagena en una solvente 9.ª posición, se anunció que Carrión no iba a continuar en el banquillo del Efesé.

#### Real Oviedo
El 21 de septiembre de 2023, firmó por el Oviedo de Segunda División. Tras 35 jornadas y una remontada nunca vista en la categoría, colocó al equipo en sexta posición de la Liga regular, lo que le otorgaba una plaza en el play-off de ascenso a Primera. Finalmente, el conjunto dirigido por el técnico barcelonés quedó eliminado por el Espanyol en la final de la promoción.

#### U. D. Las Palmas
El 26 de junio de 2024 firmó un contrato de dos años con la U. D. Las Palmas, de la Primera División. El 8 de octubre de 2024 fue despedido después de un mal comienzo de temporada.

## Clubes

### Como jugador
| Club                        | País   | Año       |
| --------------------------- | ------ | --------- |
| F. C. Barcelona "C"         | España | 1997-1998 |
| F. C. Barcelona "B"         | España | 1998-2003 |
| C. F. Gavá (cesión)         | España | 2002-2003 |
| Nástic de Tarragona         | España | 2003-2005 |
| Córdoba C. F.               | España | 2006-2007 |
| Terrassa F. C.              | España | 2007-2008 |
| U. D. Melilla               | España | 2008-2009 |
| Deportivo Alavés            | España | 2009-2010 |
| Peñarroya-Pueblonuevo C. F. | España | 2010-2011 |

### Como entrenador
Actualizado a 5 de octubre de 2024
| Club                     | País   | Año         | PJ  | PG  | PE | PP  | % ptos. |
| ------------------------ | ------ | ----------- | --- | --- | -- | --- | ------- |
| Espanyol femenino        | España | 2011 - 2013 |     |     |    |     |         |
| Córdoba C. F. (interino) | España | 2014        | 1   | 0   | 0  | 1   | 0       |
| Córdoba "B"              | España | 2015 - 2016 | 67  | 37  | 10 | 20  | 60.2    |
| Córdoba C. F.            | España | 2016 - 2017 | 42  | 16  | 7  | 19  | 43.66   |
| U. D. Melilla            | España | 2018 - 2019 | 47  | 26  | 10 | 11  | 62.41   |
| C. D. Numancia           | España | 2019 - 2020 | 43  | 13  | 12 | 18  | 39.53   |
| F. C. Cartagena          | España | 2021 - 2023 | 58  | 23  | 12 | 23  | 46.56   |
| Real Oviedo              | España | 2023 - 2024 | 36  | 17  | 10 | 9   | 56.48   |
| U. D. Las Palmas         | España | 2024        | 9   | 0   | 3  | 6   | 11.11   |
| Total                    | Total  | Total       | 282 | 122 | 56 | 104 | 49.88   |

## Palmarés como entrenador

### Campeonatos nacionales
| Título           | Club              | País   | Año       |
| ---------------- | ----------------- | ------ | --------- |
| Copa de la Reina | Espanyol femenino | España | 2011-2012 |
| Copa Cataluña    | Espanyol femenino | España | 2012-2013 |
| Tercera División | Córdoba C. F. "B" | España | 2015-2016 |